# Romanîha, Lohvîțea
Romanîha (în ucraineană Романиха) este un sat în comuna Iahnîkî din raionul Lohvîțea, regiunea Poltava, Ucraina.

## Demografie
Componența lingvistică a localității Romanîha
     Ucraineană (98,32%)
     Rusă (1,68%)
Conform recensământului din 2001, majoritatea populației localității Romanîha era vorbitoare de ucraineană (98,32%), existând în minoritate și vorbitori de rusă (1,68%).